# Djinet
Djinet là một đô thị thuộc tỉnh Boumerdès, Algérie. Dân số thời điểm năm 2002 là 20.022 người.